# Unione Sportiva Alessandria Calcio 1978-1979
Questa pagina raccoglie le informazioni riguardanti l'Unione Sportiva Alessandria Calcio nelle competizioni ufficiali della stagione 1978-1979.

## Stagione
Nella stagione 1978-1979 l'Alessandria disputò il suo primo campionato di Serie C1.
Nel suo secondo anno alla guida del club grigio, il presidente Cavallo confermò la linea d'azione dell'anno precedente: agli ingaggi di alcuni giocatori più esperti (su tutti Ferrari) sommò ancora una volta quelli di oggetti misteriosi, come il libero ventottenne del Cafasse Sociale Avere e un gruppo di calciatori ceduti in blocco dal retrocesso Fano (Calisti, Berardo e Mangherini). La squadra fu affidata a Guido Capello, esperto tecnico che aveva già lavorato con Cavallo all'Asti.
L'esito fu nuovamente positivo. Nonostante lo scetticismo iniziale, un passo regolare consentì all'Alessandria di tenere sempre a debita distanza la zona calda; al termine dell'andata, la netta vittoria con la capolista Reggiana proiettò i grigi a contatto con le prime posizioni. Quinta dopo aver espugnato Mantova, il 1º aprile, a quattro punti dalle zoppicanti seconde Reggiana e Triestina, la squadra grigia cadde la settimana dopo al Moccagatta contro il pericolante Treviso e diede il via a una serie di sconfitte che le impedì di andare oltre un modesto decimo posto finale, a tre punti dal quart'ultimo posto. In Coppa Italia la squadra si spinse fino agli ottavi, dove fu eliminata dal forte Pisa.

## Divise
| 1ª divisa | 2ª divisa |

## Organigramma societario
Area direttiva
- Presidente: Bruno Cavallo
- Segretari: Santino Ciceri, Nino Ghiotti

Area tecnica
- Collaboratore tecnico: Gian Piero Simonelli
- Allenatore: Guido Capello
- Allenatore in 2: Giuseppe Zanelli

Area sanitaria
- Medico sociale: Luigi Mazza
- Massaggiatore: Sergio Viganò

## Rosa
| N. |                   | Ruolo | Calciatore              |
| -- | ----------------- | ----- | ----------------------- |
|    | Italia (bandiera) | P     | Massimo Brunetti        |
|    | Italia (bandiera) | P     | Angelo Lucetti          |
|    | Italia (bandiera) | D     | Bruno Avere             |
|    | Italia (bandiera) | D     | Antonio Colombo         |
|    | Italia (bandiera) | D     | Renzo Contratto         |
|    | Italia (bandiera) | D     | Natalino Fossati        |
|    | Italia (bandiera) | D     | Livio Gardiman          |
|    | Italia (bandiera) | D     | Pier Luigi Legnaro (II) |
|    | Italia (bandiera) | D     | Antonio Mangherini      |
|    | Italia (bandiera) | D     | Ilario Minati           |
|    | Italia (bandiera) | D     | Pietro Molinari         |
|    | Italia (bandiera) | D     | Claudio Raiteri         |
|    | Italia (bandiera) | D     | Flavio Tonetto          |
|    | Italia (bandiera) | C     | Mario Berardo           |

| N. |                   | Ruolo | Calciatore              |
| -- | ----------------- | ----- | ----------------------- |
|    | Italia (bandiera) | C     | Gabriele Bongiorni      |
|    | Italia (bandiera) | C     | Angelo Calisti          |
|    | Italia (bandiera) | C     | Sergio Di Marzio        |
|    | Italia (bandiera) | C     | Sergio Ferrari          |
|    | Italia (bandiera) | C     | Federico Ferraris (II)  |
|    | Italia (bandiera) | C     | Mario Pandolfi          |
|    | Italia (bandiera) | C     | Maurizio Parise         |
|    | Italia (bandiera) | C     | Enrico Piccotti         |
|    | Italia (bandiera) | C     | Enzo Vogliotti          |
|    | Italia (bandiera) | A     | Stefano Baglini         |
|    | Italia (bandiera) | A     | Roberto Barozzi         |
|    | Italia (bandiera) | A     | Alessandro Ferraris (I) |
|    | Italia (bandiera) | A     | Gian Luigi Picco        |

## Risultati

### Serie C1

#### Girone di andata
| Arbitro: | Sarti (Modena) |

|  |           |            |
|  | Marcatori | 8’ Barozzi |

| Alessandria 8 ottobre 1978 | Alessandria       | 0 – 0 | Piacenza | Stadio Giuseppe Moccagatta\| Arbitro: \| Falzier (Treviso) \| |
| Arbitro:                   | Falzier (Treviso) |       |          |                                                               |

| Arbitro: | Sala (Calolziocorte) |

|             |           |           |
| Sadocco 21’ | Marcatori | 54’ Picco |

| Alessandria 22 ottobre 1978 | Alessandria    | 0 – 0 | Trento | Stadio Giuseppe Moccagatta\| Arbitro: \| Pampana (Pisa) \| |
| Arbitro:                    | Pampana (Pisa) |       |        |                                                            |

| Arbitro: | Pirandola (Lecce) |

|                              |           |  |
| Angeloni 12’, 83’ Gabban 51’ | Marcatori |  |

| Arbitro: | Castaldi (Vasto) |

|  |           |           |
|  | Marcatori | 77’ Pozzi |

| Arbitro: | Mondoni (Milano) |

|                   |           |              |
| Vivian 68’ (rig.) | Marcatori | 64’ Pandolfi |

| Arbitro: | Leni (Perugia) |

|                         |           |                   |
| Ferraris I 7’ Picco 55’ | Marcatori | 90’ (rig.) Frutti |

| Arbitro: | Cerquoni (San Severino Marche) |

|             |           |  |
| Zandegù 16’ | Marcatori |  |

| Arbitro: | Adamu (Cagliari) |

|             |           |              |
| Barozzi 86’ | Marcatori | 42’ Galluzzo |

| Arbitro: | Rufo (Roma) |

|                             |           |  |
| Ferraris I 54’ Piccotti 56’ | Marcatori |  |

| Arbitro: | Baldi (Roma) |

|                      |           |             |
| Campidonico 49’, 78’ | Marcatori | 11’ Calisti |

| Arbitro: | Filippi (Pavia) |

|                    |           |  |
| Calisti 35’ (rig.) | Marcatori |  |

| Arbitro: | Colasanti (Roma) |

|           |           |           |
| Bonci 44’ | Marcatori | 36’ Picco |

| Arbitro: | Pezzella (Frattamaggiore) |

|             |           |              |
| Barozzi 68’ | Marcatori | 76’ Frediani |

| Arbitro: | Faccenda (Salerno) |

|                                                             |           |          |
| Pigozzi 6’ (aut.) Calisti 8’ (rig.) Colombo 12’ Barozzi 64’ | Marcatori | 21’ Sena |

| Arbitro: | Cherri (Macerata) |

|                       |           |             |
| Franca 7’ Panozzo 44’ | Marcatori | 52’ Calisti |

#### Girone di ritorno
| Arbitro: | Paradisi (Fano) |

|                         |           |               |
| Calisti 48’, 78’ (rig.) | Marcatori | 60’ Grosselli |

| Arbitro: | Falsetti (Roma) |

|                        |           |                              |
| Vichi 13’ Romano I 69’ | Marcatori | 64’ Bongiorni 78’ Ferraris I |

| Arbitro: | Colasanti (Roma) |

|                            |           |  |
| Ferraris I 8’ Gardiman 75’ | Marcatori |  |

| Arbitro: | Esposito (Torre del Greco) |

|                |           |               |
| Domenghini 38’ | Marcatori | 40’ Bongiorni |

| Arbitro: | Faccenda (Salerno) |

|                                   |           |  |
| Ferraris I 61’ (rig.) Ferrari 71’ | Marcatori |  |

| Arbitro: | Vitali (Bologna) |

|           |           |             |
| Pozzi 71’ | Marcatori | 52’ Calisti |

| Alessandria 25 marzo 1979 | Alessandria        | 0 – 0 | Novara | Stadio Giuseppe Moccagatta\| Arbitro: \| Lombardo (Marsala) \| |
| Arbitro:                  | Lombardo (Marsala) |       |        |                                                                |

| Arbitro: | Adamu (Cagliari) |

|               |           |                           |
| Piraccini 27’ | Marcatori | 10’ Bongiorni 19’ Calisti |

| Arbitro: | Rinaldi (Caserta) |

|  |           |             |
|  | Marcatori | 5’ Giavardi |

| Arbitro: | Vallesi (Pisa) |

|                        |           |               |
| Galluzzo 43’, 68’, 81’ | Marcatori | 25’ Bongiorni |

| Arbitro: | Leni (Perugia) |

|              |           |               |
| Spinella 11’ | Marcatori | 89’ Contratto |

| Arbitro: | Vitali (Bologna) |

|  |           |            |
|  | Marcatori | 2’ Mancini |

| Arbitro: | Adamu (Cagliari) |

|                                    |           |             |
| Comberiati 38’, 75’ Vernacchia 85’ | Marcatori | 73’ Calisti |

| Arbitro: | Bianciardi (Siena) |

|  |           |                               |
|  | Marcatori | 5’ Ancelotti 82’ (aut.) Avere |

| Arbitro: | Ronchetti (Modena) |

|                            |           |  |
| Fontanesi 53’ De Gradi 68’ | Marcatori |  |

| Arbitro: | Sala (Calolziocorte) |

|                           |           |                           |
| Sperotto 78’ Vaccario 90’ | Marcatori | 36’ Barozzi 65’ Bongiorni |

| Arbitro: | Magni (Bergamo) |

|  |           |             |
|  | Marcatori | 24’ Fontana |

### Coppa Italia Semiprofessionisti

#### Fase eliminatoria
| Arbitro: | Chiesa (Genova) |

|                                 |           |  |
| Ferraris I 15’, 60’ Berardo 77’ | Marcatori |  |

| Imperia 3 settembre 1978 | Imperia         | 0 – 0 | Alessandria | Stadio Nino Ciccione\| Arbitro: \| Ongaro (Rovigo) \| |
| Arbitro:                 | Ongaro (Rovigo) |       |             |                                                       |

| Tortona 11 settembre 1978                        | Derthona  | 0 – 1          | Alessandria | Stadio Fausto Coppi |
| \| \| \| \| \| \| Marcatori \| 43’ Ferraris I \| |           |                |             |                     |
|                                                  |           |                |             |                     |
|                                                  | Marcatori | 43’ Ferraris I |             |                     |

| Alessandria 24 settembre 1978                    | Alessandria | 1 – 0 | Imperia | Stadio Giuseppe Moccagatta |
| \| \| \| \| \| Ferraris I 58’ \| Marcatori \| \| |             |       |         |                            |
|                                                  |             |       |         |                            |
| Ferraris I 58’                                   | Marcatori   |       |         |                            |

#### Sedicesimi di finale
| Alessandria 11 ottobre 1978                                   | Alessandria | 2 – 0 | Carrarese | Stadio Giuseppe Moccagatta |
| \| \| \| \| \| Ferraris I 5’ Bongiorni 86’ \| Marcatori \| \| |             |       |           |                            |
|                                                               |             |       |           |                            |
| Ferraris I 5’ Bongiorni 86’                                   | Marcatori   |       |           |                            |

| Arbitro: | Armienti (Salerno) |

|                                  |           |             |
| Discepoli 39’ (rig.) Panizza 70’ | Marcatori | 60’ Colombo |

#### Ottavi di finale
| Arbitro: | Giaffreda (Roma) |

|                              |           |                  |
| Barbana 63’ Cannata 67’, 70’ | Marcatori | 42’, 50’ Barozzi |

| Arbitro: | Lussana (Bergamo) |

|                                |           |                                |
| Minati 27’ Pandolfi 36’ (rig.) | Marcatori | 25’ Bencini 51’ (rig.) Barbana |

## Statistiche

### Statistiche di squadra
| Competizione         | Punti | In casa | In casa | In casa | In casa | In casa | In casa | In trasferta | In trasferta | In trasferta | In trasferta | In trasferta | In trasferta | Totale | Totale | Totale | Totale | Totale | Totale | DR |
| Competizione         | Punti | G       | V       | N       | P       | Gf      | Gs      | G            | V            | N            | P            | Gf           | Gs           | G      | V      | N      | P      | Gf     | Gs     | DR |
| -------------------- | ----- | ------- | ------- | ------- | ------- | ------- | ------- | ------------ | ------------ | ------------ | ------------ | ------------ | ------------ | ------ | ------ | ------ | ------ | ------ | ------ | -- |
| Serie C1             | 31    | 17      | 7       | 5       | 5       | 17      | 11      | 17           | 2            | 8            | 7            | 17           | 27           | 34     | 9      | 13     | 12     | 34     | 38     | -4 |
| Coppa Italia Semipro |       | 4       | 3       | 1       | 0       | 8       | 2       | 4            | 1            | 1            | 2            | 4            | 5            | 8      | 4      | 2      | 2      | 12     | 7      | +5 |
| Totale               | -     | 21      | 10      | 6       | 5       | 25      | 13      | 21           | 3            | 9            | 9            | 21           | 32           | 46     | 12     | 14     | 20     | 46     | 45     | +1 |

### Statistiche dei giocatori[3]
| Giocatore         | Serie C1 | Serie C1 | Coppa Italia Semipro | Coppa Italia Semipro | Totale   | Totale |
| Giocatore         | Presenze | Reti     | Presenze             | Reti                 | Presenze | Reti   |
| ----------------- | -------- | -------- | -------------------- | -------------------- | -------- | ------ |
| B. Avere          | 24       | 0        | 8                    | 0                    | 32       | 0      |
| S. Baglini        | 6        | 0        | -                    | -                    | 6        | 0      |
| R. Barozzi        | 22       | 5        | 5                    | 2                    | 27       | 7      |
| M. Berardo        | 4        | 0        | 7                    | 1                    | 11       | 1      |
| G. Bongiorni      | 32       | 5        | 7                    | 1                    | 39       | 6      |
| M. Brunetti       | -        | -        | 4                    | -4                   | 4        | -4     |
| A. Calisti        | 29       | 9        | 3                    | 0                    | 32       | 9      |
| A. Colombo        | 33       | 1        | 7                    | 1                    | 40       | 2      |
| R. Contratto      | 32       | 1        | 8                    | 0                    | 40       | 1      |
| S. Di Marzio      | 31       | 3        | -                    | -                    | 31       | 3      |
| S. Ferrari        | 26       | 1        | 6                    | 0                    | 32       | 1      |
| A. Ferraris (I)   | 23       | 5        | 7                    | 5                    | 30       | 10     |
| F. Ferraris (II)  | -        | -        | 1                    | 0                    | 1        | 0      |
| N. Fossati        | 9        | 0        | -                    | -                    | 9        | 0      |
| L. Gardiman       | 27       | 1        | 1                    | 0                    | 28       | 1      |
| P.L. Legnaro (II) | 2        | 0        | 1                    | 0                    | 3        | 0      |
| A. Lucetti        | 34       | -38      | 5                    | -2                   | 39       | -40    |
| A. Mangherini     | 1        | 0        | 1                    | 0                    | 2        | 0      |
| I. Minati         | 15       | 0        | 3                    | 1                    | 18       | 1      |
| P. Molinari       | 3        | 0        | 7                    | 0                    | 10       | 0      |
| M. Pandolfi       | 17       | 1        | 3                    | 1                    | 20       | 2      |
| M. Parise         | 1        | 0        | -                    | -                    | 1        | 0      |
| G.L. Picco        | 21       | 3        | 3                    | 0                    | 24       | 3      |
| E. Piccotti       | 26       | 1        | 2                    | 0                    | 28       | 1      |
| C. Raiteri        | 1        | 0        | -                    | -                    | 1        | 0      |
| F. Todde          | -        | -        | 3                    | 0                    | 3        | 0      |
| F. Tonetto        | 15       | 0        | 7                    | 0                    | 22       | 0      |
| E. Vogliotti      | 2        | 0        | -                    | -                    | 2        | 0      |